# Gulinek
Gulinek – wieś w Polsce położona w województwie mazowieckim, w powiecie radomskim, w gminie Zakrzew.
W skład sołectwa wchodzą Gulinek i Kozia Wola. W 2023 sołectwo liczyło 492 mieszkańców.
W latach 1975–1998 miejscowość administracyjnie należała do województwa radomskiego.
Wierni Kościoła rzymskokatolickiego należą do parafii św. Jana Chrzciciela w Zakrzewie.

## Urodzeni w Gulinku
- Józef Baćmaga – polski polityk, rolnik i działacz samorządowy, członek PSL „Piast” oraz BBWR, poseł na Sejm w II RP[9].